# Kampfgeschwader 28
Das Kampfgeschwader 28 war ein Verband der Luftwaffe der Wehrmacht im Zweiten Weltkrieg. Als Kampfgeschwader, ausgestattet mit Bombern vom Typ Heinkel He 111 führte es Luftangriffe mit Bomben auf zugewiesene Ziele durch. Das Geschwader beteiligte sich am Westfeldzug, der Luftschlacht um England und dem Deutsch-Sowjetischen Krieg. Es wurde im Dezember 1941 aufgelöst.

## Aufstellung
Der Stab des Kampfgeschwaders 28 entstand im September 1939 in Jesau (Lage). Die I. Gruppe bildete sich zur gleichen Zeit, ebenfalls in Jesau. Die II. Gruppe war schon im Mai 1939 in Gütersloh
(Lage) aufgestellt worden. Die III. Gruppe formierte sich am 1. Februar 1940 wieder in Jesau. Das Geschwader war ausgestattet, während der gesamten Zeit seines Bestehens, mit der Heinkel He 111. Die Geschwaderkennung war 2F.

## Gliederung
Der Geschwaderstab führte die I. bis III. Gruppe die wiederum in Staffeln unterteilt waren. Die 1. bis 3. Staffel gehörte der I. Gruppe, die 4. bis 6. Staffel der II. Gruppe und die 7. bis 9. Staffel der III. Gruppe an. Die Ergänzungsstaffel unterstand dem Geschwaderstab direkt. Jede Staffel, geführt durch einen Staffelkapitän, war in drei Schwärme mit je vier Flugzeugen unterteilt. Daraus ergab sich eine Sollstärke der Bombergruppe von 36 Flugzeugen in den drei Staffeln + ein Flugzeug für den Gruppenkommandeur. Dies ergab bei drei Bombergruppen eine Sollstärke von 111 Flugzeugen, + 4 Flugzeuge für den Geschwaderkommodore und seinen Stab, + 12 Flugzeuge für die Ergänzungsstaffel. Daraus ergibt sich eine Sollstärke von 127 Flugzeugen. Die Ergänzungsstaffel nahm in der Regel nicht an Kampfeinsätzen teil. In ihr wurden frisch ausgebildete oder rekonvaleszente Flieger eine Zeitlang an die Frontbedingungen gewöhnt und geschult, bevor sie in eine der drei Einsatzgruppen wechselten. Darum hatte sie meist ihren Standort in der Heimatbasis des jeweiligen Geschwaders.

## Geschichte
Die II. Gruppe des Kampfgeschwaders 28 stand am 1. September 1939 unter dem Kommando der 3. Fliegerdivision der Luftflotte 2 im Westen. Mit ihren Bombern vom Typ Heinkel He 111P startete sie vom Fliegerhorst Gütersloh. Anschließend wechselte sie im Dezember 1939 als neue II. Gruppe zum Kampfgeschwader 54 und schied aus dem Geschwaderverband aus. Fast zeitgleich bildete sich in Jesau eine neue II. Gruppe, die aber im Juni 1940 endgültig aufgelöst wurde. Ebenso verließ die I./KG 28 den Geschwaderverband, aus der im Februar 1940 die III./KG 26 wurde.

### Westfeldzug
Am Westfeldzug, ab 10. Mai 1940, nahm die III. Gruppe teil. Sie stand unter dem Kommando des I. Fliegerkorps der Luftflotte 3. Vom Fliegerhorst Bracht-Kaldenkirchen (Lage) erfolgten mit der Heinkel He 111P Luftangriffe auf Flugplätze zur Erringung der Luftherrschaft und taktische Einsätze zur Heeresunterstützung. Anschließend, am 9. Juli, wurde der Geschwaderstab umbenannt in Stab/Sturzkampfgeschwader 3 und die III. Gruppe wechselte als neue II. Gruppe zum Kampfgeschwader 76. 

### Luftschlacht um England
Am 22. Dezember 1940 entstanden im französischen Nantes (Lage) der Stab/Kampfgeschwader 28 und die I. Gruppe neu. Dazu zog man den Stab des Kampfgeschwaders 40 und die selbständige Kampfgruppe 126 heran. Es war dem IX. Fliegerkorps der Luftflotte 3 unterstellt und führte bis zum Juli 1941 Einsätze gegen Großbritannien durch.

### Deutsch-Sowjetischer Krieg
Am 19. Juli 1941 verlegte der Stab und die I. Gruppe zum II. Fliegerkorps der Luftflotte 2. Diese stand beim, ab 22. Juni 1941 erfolgten Angriff auf die Sowjetunion, im Mittelabschnitt der Front. In vielen taktischen Einsätzen zur Erringung der Luftherrschaft und zur Heeresunterstützung war es oft an den Schwerpunkten in der Mitte der Ostfront eingesetzt. Es nahm auch von Bobruisk (Lage) aus an einigen Nachtangriffen auf Moskau teil. Bei der am 2. Oktober beginnenden Schlacht um Moskau war die I. Gruppe dem II. Fliegerkorps der Luftflotte 2 unterstellt.
Im Dezember 1941 lag der Geschwaderstab und die I. Gruppe in Seschtschinskaja (Lage). Hier wurde der Geschwaderstab aufgelöst und die I. Gruppe in III./KG 26 umbenannt.

## Kommandeure

### Geschwaderkommodore
| Dienstgrad   | Name              | Zeit                                   |
| ------------ | ----------------- | -------------------------------------- |
| Generalmajor | Karl Angerstein   | 9. Januar 1940 bis 9. Juli 1940        |
| Oberst       | Ernst-August Roth | 22. Dezember 1940 bis 1. Dezember 1941 |

### Gruppenkommandeure
I. Gruppe
- Major Viktor von Loßberg, September 1939 bis November 1939[14]
- Major Holm Schellmann, Dezember 1940 bis 6. Juni 1941[15]
- Oberstleutnant Heckmann, 7. Juni 1941 bis 17. Dezember 1941 †[16]

II. Gruppe
- Major Rudolf Koester, 1. Mai 1939 bis 1. Dezember 1939[17]

- Major Erich Kaufmann, 1. Dezember 1939 bis 16. Mai 1940[18]
- Major Erich Kaufmann, Juni 1940 bis August 1940

III. Gruppe
- Major Helmuth von Hoffmann, 15. Februar 1940 bis 14. Juni 1940[19]
- Hauptmann/Major Friedrich Möricke, 5. Juni 1940 bis 9. Juli 1940[20]

## Bekannte Geschwaderangehörige
- Viktor von Loßberg (1904–1983), entwickelte im Zweiten Weltkrieg das Zahme-Sau-Nachtjagdverfahren und war von 1956 bis 1958, als Oberst der Luftwaffe der Bundeswehr, Amtschef im Materialamt der Luftwaffe